# Деветдесет и пети свързочен полк
Деветдесет и пети свързочен полк е бивше военно формирование на българската армия.

## История
Създаден е със заповед № 460/30 ноември 1943 на министъра на войната на Царство България. Самото му формиране става на 15 декември същата година на основата на две дружини от втори армейски инженерен полк. Придаден е към състава на втора армия. Полкът се включва в първата фаза на българското участие във Втората световна война, като отговаря за свръзките на щаба на втора армия по направлението Пловдив – София – Пирот – Ниш – Митровица – Нови Пазар – Косово поле. От ноември 1953 г. съставът на полка е намален и той се превръща в батальон, но от 1954 г. отново е превърнат в полк под името 95-и армейски свързочен полк. Участва в по-големите учения на българската армия „Родопи“, 1967 г., „Щит-82“, „Зима-84“, „Гранит“, „Балкан“, „Родина“, „Тунджа“ и „Марица“. През 1989 г. отново е реформиран в батальон, а през 1992 г. отново става полк. През 1998 г. отново е реформиран в батальон до 14 юни 2002 г., когато отново придобива статут на полк. Полкът е закрит на 1 юни 2008 г.

## Командири[2]
Званията са към датата на заемане на длъжността:
- Полковник Джендо Тодоров, 1943 г.
- Полковник Тодор Остриков, 1943 – 1944
- Полковник Стефан Попов, 1944 – 1946
- Полковник Георги Георгиев, 1946 – 1947
- Капитан Петър Гърков, 1948 – 1950
- Майор Минчо Минчев, 1950 – 1953
- Майор Димитър Димитров, 1953 – 1954
- Майор Никола Пенчев, 1955 – 1958
- Майор Матей Христов, 1958 – 1962
- Полковник Павел Шишков, 1962 – 1973
- Полковник Атанас Стоенчев, 1974 – 1977
- Полковник Петър Динев, 1977 – 1984
- Подполковник Димитър Михов, 1984 – 1989
- Подполковник Христо Марков, 1989 – 1996
- Полковник Николай Колев, 1996 – 1998
- Полковник Цветан Рашков, 1998 – 1 юни 2008